# Didier Kiki
Didier Kiki (né le 30 novembre 1995 à Porto-Novo) est un athlète béninois, spécialiste de 100 m.

## Biographie

### Carrière
Didier Kiki participe aux Jeux olympiques d'été de 2016 sur le 200 mètres masculin ; son temps de 22,27 secondes dans les manches ne le qualifie pas pour les demi-finales,.
En 2020, il participe aux éliminatoires de l'athlétisme aux Jeux olympiques d'été de 2020 - 100 mètres hommes à Tokyo, réalisant un record personnel de 10,69 secondes.